# فيليم الخامس أمير أورانيا
فيليم الخامس أمير أورانيا (فيليم باتافوس، 8 مارس 1748 - 9 أبريل 1806) كان آخر حاكم للجمهورية الهولندية. ذهب إلى المنفى إلى لندن عام 1795. وكان الأمير الحاكم من عائلة أوراني - ناساو حتى وفاته في 1806. وبهذه الصفة خلفه ابنه فيليم الأول.

## النشأة
وُلد فيليم باتافوس في لاهاي في 8 مارس 1748، وهو الابن الوحيد لفيليم الرابع، الذي كان قد أُعيد في السنة السابقة إلى منصب الحاكم العام للأقاليم المتحدة. كان عمره ثلاث سنوات فقط عندما توفي والده عام 1751، وبدأت فترة الوصاية الطويلة. وكان الأوصياء على العرش:
- آن أميرة أورانج، والدته، منذ عام 1751 وحتى وفاتها عام 1759؛
- الأميرة الأرملة ماري لويس، جدته، منذ عام 1759 وحتى وفاتها عام 1765؛
- لويس إرنست دوق براونشفايغ-لونيبورغ، منذ عام 1759 وحتى عام 1766، واستمر بعمله مستشارًا خاصًا، وفق قانون الإرشاد، حتى أكتوبر 1784؛
- الأميرة كارولينا، شقيقته (التي كانت وقتها بالغةً وعمرها 22 عامًا، بينما كان هو لا يزال قاصرًا عمره 17 عامًا)، منذ عام 1765 وحتى بلوغ فيليم عام 1766.

نُصِّب فيليم فارسًا رقم 568 برتبة فارس الرباط عام 1752.

## ستاتهاودرًا

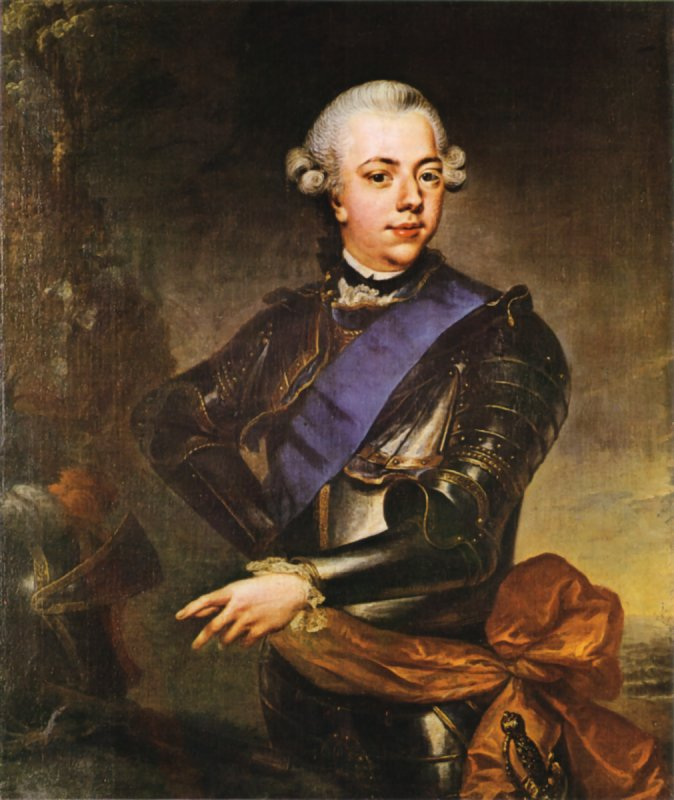
ج. ج. زيسينيس - صورة رسمية للأمير ويليام الخامس

كُلِّف ويليام الخامس بمنصب الستاتهاودر والقائد العام لجيش الولايات الهولندية عند بلوغه عام 1766. ومع ذلك، سمح لدوق برونسويك بالحفاظ على نفوذ كبير في الحكومة بواسطة قانون الإرشاد السري. في 4 أكتوبر 1767 في برلين، تزوج الأمير فيليم من ويلهيلمينا أميرة بروسيا، وابنة أوغست فيلهلم البروسي، وابنة أخ فريدرش العظيم وابنة عم جورج الثالث. (وكان هو نفسه ابن العم الأول لجورج الثالث):55-58 أصبح جامعًا للتحف الفنية وافتُتح معرض الأمير ويليام الخامس عام 1774 للعامة.
كان موقف الهولنديين خلال حرب الاستقلال الأمريكية حياديًا. منع ويليام الخامس، قائد الفصيل الموالي لبريطانيا في الحكومة محاولات الموالين للاستقلال الأمريكي، والموالين للفرنسيين، من جر الحكومة إلى حرب داعمة للتحالف الفرنسي-الأمريكي. ومع ذلك، بلغت الأمور ذروتها مع محاولة الهولنديين الانضمام إلى عصبة الحياد المسلح بقيادة روسيا، مما أدَّى إلى اندلاع الحرب الإنجليزية الهولندية الرابعة عام 1780. وبالرغم من حقيقة أن بريطانيا كانت مشاركةً في القتال على جبهات مختلفة، فقد انتهت الحرب بشكل سيء للهولنديين ضعيفي الاستعداد، مما أدَّى إلى خسارة سينت أوستاتيوس وناجاباتينام.:58-63 وزعزعت فضائح مثل مسألة بريست الثقة بسلاح البحرية الهولندي. اتُّهم نظام الحاكم العام ودوق برونسويك بالخيانة في مسألة خسارة حصون بارير.:56 وأدى تدهور نفوذ النظام إلى جعل العقول مهيأةً للتحريض لإصلاح سياسي، مثل كتيِّب إلى شعب هولندا، المنشور عام 1781 بواسطة جون فان دير كابلين توت دين بول.:64-68
بعد توقيع معاهدة باريس (1783)، كان هنالك قلق متزايد في الأقاليم المتحدة بخصوص حكم فيليم. وكان تحالف حزب الدول الهولندية (ريجينتين) مع الديمقراطيين تحت اسم الوطنيين يتحدى السلطة الحاكمة أكثر فأكثر. ترك فيليم لاهاي عام 1785 ونقل بلاطه إلى قصر هيت لو في خيلدرلند، وهي مقاطعةٌ بعيدة عن المركز السياسي.:104-105 أُرسل جيش الولايات في سبتمبر 1786 إلى هاتيم وإلبورخ للإطاحة بمجالس المدينة (الفرودشخاب) التابعة للوطنيين، وبالرغم من الدفاع من قبل فيلق الوطنيين الحر، الذي أنشأه هيرمان ويليام داينديلز. وحث هذا ولايات هولندا المسيطر عليها من قبل الوطنيين على تجريده من منصب القائد العام لجيش الولايات.:107-109 حاولت زوجته ويلهيلمينا جاهدة السفر إلى لاهاي للتحريض على انتفاضةٍ أورانية في تلك المدينة. وقد أوقفت من قبل الفيلق الحر خارج سوخنهوفن، وأُخذت إلى مزرعةٍ بالقرب من خويانفيرفيليسلاش وأُجبرت بعد احتجازها لفترة قصيرة على العودة إلى نايميخن.:127
بالنسبة لويلهيلمينا وشقيقها، فريدريش فيلهلم الثاني ملك بروسيا، كانت تلك إهانةً وحجةً للتدخل العسكري. بدأ فريدريش بالغزو البيروسي على هولندا في سبتمبر 1787 ليكبح الوطنيين.:128-132 فر العديد من الوطنيين إلى شمال فرنسا، بالقرب من سان أومير، إلى منطقةٍ يتحدث سكانها للغة الهولندية. وكانوا مدعومين من قبل لويس السادس عشر ملك فرنسا حتى الإطاحة به.:132-135